# Imokawa Mukuzo Genkanban no Maki
Imokawa Mukuzo Genkanban no Maki er en japansk animationsfilm fra 1917 af Ōten Shimokawa.